# لو شیینگ
لو شیینگ (انگلیسی: Liu Shiying؛ زادهٔ ۲۴ سپتامبر ۱۹۹۳) پرتاب‌گر نیزه اهل چین است.
وی در مسابقات کشوری و بین‌المللی در مجموع برندهٔ ۱ مدال نقره شده‌است.